# 스페이스 (프로게이머)
스페이스(본명: 선호산, 1993년 9월 5일 ~ )는 대한민국의 전직 리그 오브 레전드 프로게이머로 선수 시절 Space라는 아이디를 사용했다. 포지션은 원거리 딜러였다.

## 선수 시절
2012년 10월, CJ 엔투스에 입단하면서 프로 커리어를 시작했다. 2013년 스프링 시즌 프로 데뷔전을 치렀다. 2013 서머 시즌 프로스트의 메인 원딜러로 활동했다. 
2015시즌을 앞두고 CJ의 형제팀이 합쳐지는 과정에서 CJ 엔투스에 잔류했다. 스프링 시즌 팀의 주전으로 활약하면서 준수한 모습을 보여주었다. 서머 시즌에서는 좋은 모습을 보여주면서 팀의 포스트시즌 진출에 기여했다.
2015년 12월 17일, 은퇴를 선언했다.

## 소속팀
| # | 팀명               | 소속 기간          | 소속 리그 | 비고 |
| - | ------------------ | ------------------ | --------- | ---- |
| 1 | CJ 엔투스 블레이즈 | 2012.10~2015.12.17 | LCK       |      |

## 수상 경력
- IEM 시즌 8 싱가포르 준우승
- 컨디션 헛개수 나이스게임TV 리그 오브 레전드 배틀 윈터 2012-2013 준우승
- 빅파일 나이스게임TV 리그 오브 레전드 배틀 스프링 2014 우승
- 네이버 2015 LoL KeSPA컵 준우승